# Синодзаки (станция)

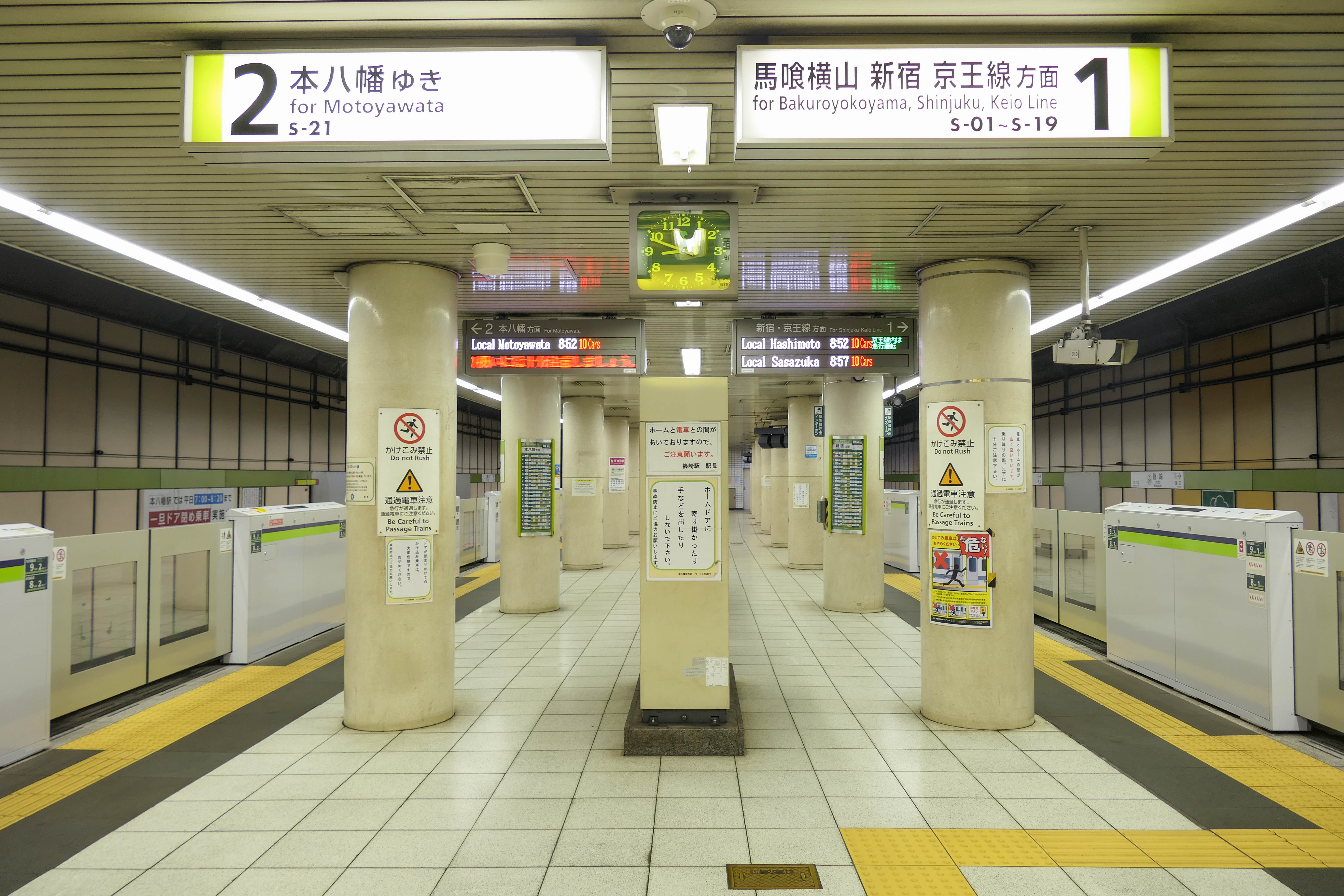
Платформа станции

Станция Синодзаки (яп. 篠崎駅 синодзаки эки) — железнодорожная станция, расположенная в специальном районе Эдогава в Токио. Станция обозначена номером S-20. Станция была открыта 14 сентября 1986 года. На станции установлены автоматические платформенные ворота.

## Планировка станции
2 пути и одна платформа островного типа.
| 1 | ○ Линия Синдзюку | Бакуро-Ёкояма, Синдзюку, Сасадзука, Хасимото |
| 2 | ○ Линия Синдзюку | Мотоявата                                    |

## Окрестности станции
Станция расположена под землёй с северной стороны от скоростной трассы 14 (Keiyō Road) и линии № 7 Камацугава Shuto Expressway. Коммерческие и торговые строения сконцентрированы вокруг, в то время как остальные окрестности в основном застроены жилыми домами. В километре к северо-востоку протекает река Эдогава. Также в районе станции расположены:
- Edogawa Grounds
- Tokyo Metropolitan Shinozaki High School
- Kōtsu Kaikan Shinozaki Building
- Shinozaki Twin Place

## Автобусы
Keisei Bus: Синодзаки-Эки
- Сино 01: до муниципалитета района Эдогава
- Синко 71: до станций Син-Койва, Мидзуэ
- Ко 72: до Edogawa Sports Land, Койва

Toei Bus: Синодзаки-Экимаэ
- Фуна 28: до станции Фунабори

## Близлежащие станции
| «                           |                | Линия          |                | »              |
| Линия Синдзюку              | Линия Синдзюку | Линия Синдзюку | Линия Синдзюку | Линия Синдзюку |
| --------------------------- | -------------- | -------------- | -------------- | -------------- |
| Мидзуэ                      | Мидзуэ         | Local          | Мотоявата      | Мотоявата      |
| Express: не останавливается |                |                |                |                |